# Valle de los Caídos
 (avril 2025).
Si vous disposez d'ouvrages ou d'articles de référence ou si vous connaissez des sites web de qualité traitant du thème abordé ici, merci de compléter l'article en donnant les références utiles à sa vérifiabilité et en les liant à la section « Notes et références ».
 (avril 2025).
El Valle de Cuelgamuros, précédemment Valle de los Caídos, est un monument espagnol de l’époque franquiste, situé dans la vallée de Cuelgamuros (Sierra de Guadarrama), sur la commune de San Lorenzo de El Escorial dans la communauté de Madrid, à moins de 50 km au nord-ouest de la capitale espagnole.
La construction du monument, qui regroupe une basilique catholique, une abbaye et une croix haute de 150 mètres, est ordonnée par le dictateur espagnol Francisco Franco en 1940. L'édification, menée entre 1940 et 1959, est l'œuvre de quelque 20 000 prisonniers politiques républicains condamnés aux travaux forcés,.
Par la suite, en 1958, le Caudillo décida d'en faire un mausolée pour l'ensemble des combattants morts de la guerre d'Espagne, y compris les combattants républicains, pourvu qu'ils aient été catholiques[réf. nécessaire].
Les restes de 33 833 personnes sont disséminés dans le monument, jusque dans les fondations,. La dépouille de Francisco Franco, enterré dans la basilique depuis 1975, est exhumée le 24 octobre 2019 et transférée au cimetière de Mingorrubio d'El Pardo. Celle de José Antonio Primo de Rivera, fondateur de la Phalange espagnole inhumé dans la basilique en 1959, est exhumée le 24 avril 2023 et transférée dans le caveau familial du cimetière madrilène Saint-Isidore.

## Construction
Dirigée par les architectes Pedro Muguruza et Diego Méndez, la construction de la basilique, au cœur de la Castille, au nord-ouest de Madrid, à quelques kilomètres de l'Escurial dans la vallée de Cuelgamuros, commence en 1942. L'inauguration a lieu, en présence du général Franco, le 1er avril 1959.
Cet hommage fait aux morts de la guerre civile est édifié officiellement pour réconcilier républicains et franquistes, en permettant à toutes les régions d'Espagne d'envoyer les dépouilles qui allaient se retrouver privées de sépulture, dix ans après leur inhumation[réf. nécessaire]. En effet, à cause d'un décret encore en vigueur, la sépulture d'origine ne pouvait être utilisée indéfiniment sans donner lieu à un transfert des restes vers une fosse commune ou un caveau pour les plus aisés. C'est pourquoi, par ordre ministériel daté du 11 juillet 1946, ladite basilique entend offrir une demeure éternelle à des Espagnols morts, ayant été baptisés et dont les proches en ont fait la demande. Selon le décret-loi du 23 août 1957, 33 000 corps peuvent désormais y reposer sans distinction sociale ou politique et ce en dépit de l'opposition du jésuite P. Guerrero. Celui-ci réclame en juillet 1958, dans un article de la Razón y Fe, que le repos éternel soit accordé aux seuls morts de son camp.
En dépit des donations privées pour 234 450 574 pesetas[réf. nécessaire], les retards dans sa construction donnent lieu à des réévaluations du budget, obligeant les autorités publiques à solliciter d'autres types de financement comme les bénéfices de la loterie annuelle du 5 mai et diverses manifestations de charité. Contrairement à certains projets moins solennels, les contribuables espagnols, eux, ne participent pas.
Excepté les condamnés à perpétuité, qui voient leurs peines commuées à 30 ans, les autres volontaires obtiennent deux jours de réduction pour un jour travaillé. Sur un total de 2 643 ouvriers, 243 seulement sont concernés par la proposition de réduction des peines. Celle-ci est mise en place pendant les premières années et ensuite abandonnée par manque de volontaires spécialisés.[réf. nécessaire]
Parmi eux, se trouvent l'écrivain Manuel Lamana et Nicolas Sánchez Albornoz, deux étudiants, condamnés aux travaux forcés pour avoir tracé des graffiti sur les murs de l'université en 1948, qui réussissent par la suite à s'enfuir et dont l'histoire est racontée dans le film Les Années volées de Fernando Colomo en 1998.
Selon les chiffres officiels, entre 14 et 18 personnes au total sont mortes dans ce chantier situé en pleine montagne.[réf. nécessaire] Cependant, le nombre réel de personnes décédées n'est pas tout à fait clair. Plusieurs circonstances suggèrent que le bilan pourrait être beaucoup plus élevé. D'une part, de nombreux ouvriers gravement blessés mourraient à Madrid. D'autre part, les travailleurs atteints de silicose après avoir inhalé la poussière de granit et mortes des années plus tard n'ont pas été comptabilisées comme victimes directes de la construction. 25% des personnes ayant travaillé dans la crypte sont mortes de cette affection pulmonaire, d'après Alfredo Gónzález-Ruibal, archéologue du CSIC en charge des fouilles sur place, ce qui porte le nombre réel de morts à plusieurs centaines,.
Le monument, créé sous le patronage d'une fondation du chef de l'État, est placé sous la surveillance du patrimoine national par un décret du 23 août 1957. Depuis 1982, il dépend administrativement du nouvel organisme chargé de la gestion des biens culturels.

## Architecture

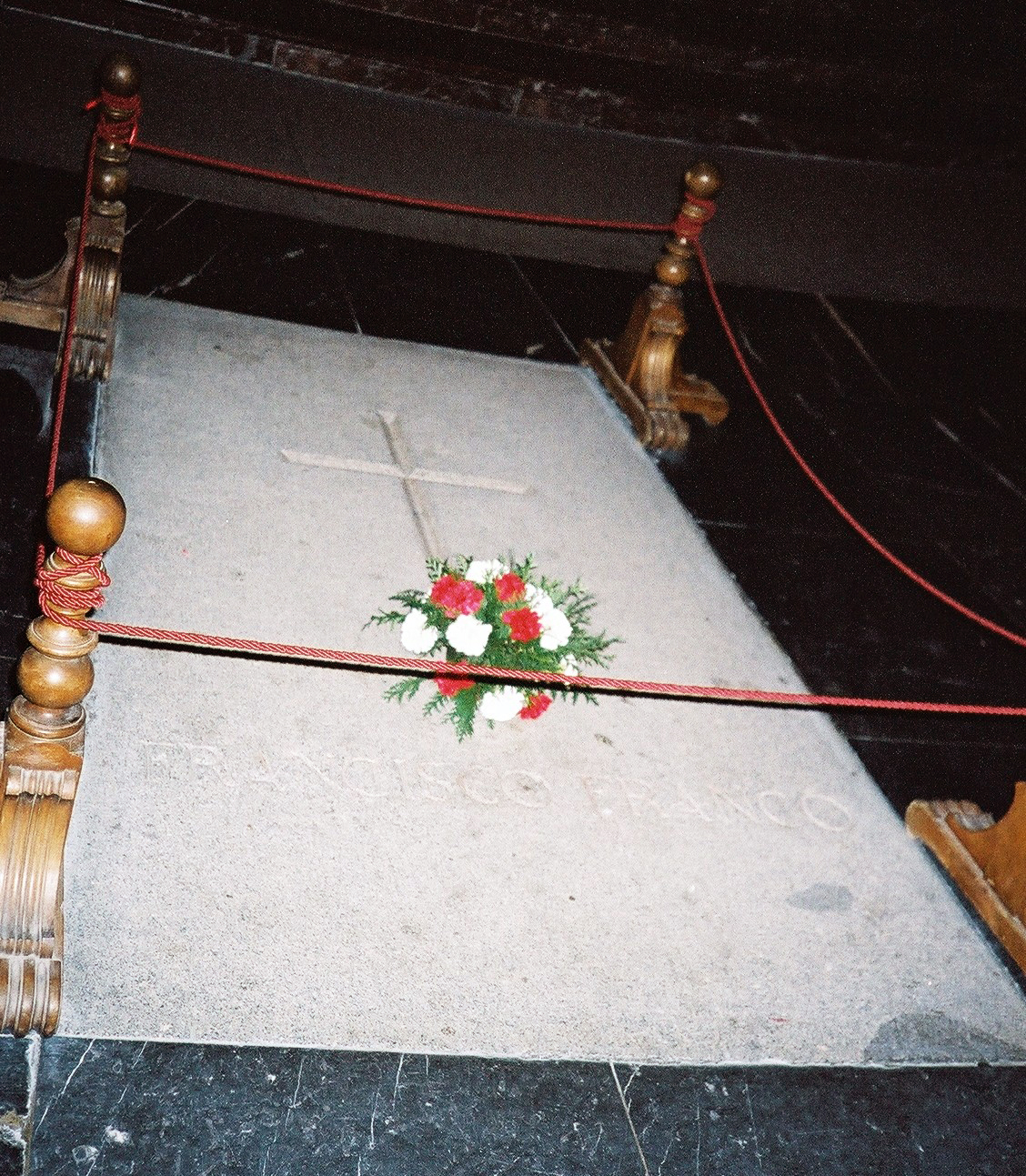
Tombe du Général Franco jusqu'au 24 octobre 2019.

Un escalier monumental mène à l'entrée du complexe, qui comprend également un monastère bénédictin depuis le 29 mai 1958. Les quinze mystères du rosaire sont représentés sur la massive porte d'entrée en bronze de 10 m de hauteur, et juste en dessous, les douze apôtres. L'ensemble a été réalisé en 1956 par le sculpteur Fernando Cruz Solis.
Dès l'entrée de la basilique, un panneau en marbre indique que « Francisco Franco, Caudillo de España », a inauguré le monument le 1er avril 1959 et que le pape Jean XXIII l’a érigé en basilique le 7 avril 1960.
La principale particularité architecturale de la basilique est d'avoir été creusée sous une colline de la Sierra de Guadarrama. La longueur totale de la crypte est de 262 mètres sous terre. Le long tunnel (axe d'entrée) qui mène à la croisée et au transept se divise en plusieurs parties. La première partie comprend l'accès avec vestibule (long de 11 mètres), le second vestibule et un espace intermédiaire, alors que la deuxième partie est la nef haute et large de 22 m avec de chaque côté trois chapelles. Un dernier tronçon mène à la croisée et au transept (long de 41 m). Quatre grands personnages disposés de chaque côté de ce dernier tronçon et vêtus comme les pleureurs du Moyen Âge rappellent le caractère de mausolée du transept. Ces allégories représentent respectivement l'armée de terre, de l'air, la marine et les milices. De chaque côté de la croisée sont situées la chapelle du Saint Sacrement et celle de la Sainte Mise au Tombeau. La Sacristie jouxte ces deux chapelles alors que les sépultures de Primo de Rivera et du général Franco sont situées de part et d'autre de la croisée, l'une tournée vers l'axe d'entrée et l'autre vers le chœur des moines.

### Croix

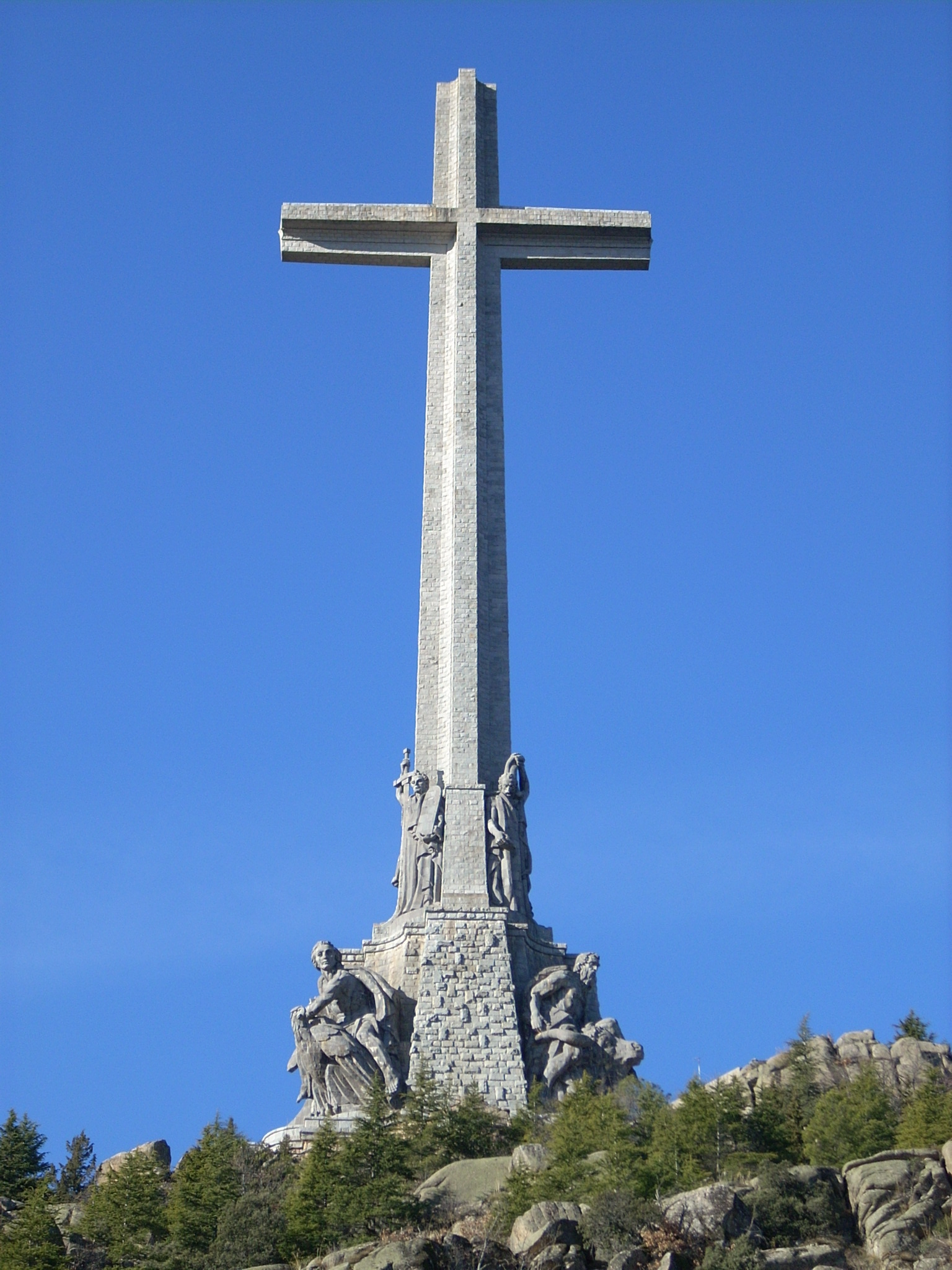
La croix et ses statues.

Une croix de pierre de 150 mètres de haut, la plus grande du monde, surmonte la montagne. Construite entre 1950 et 1956, elle est située au-dessus-même de la croisée. Huit statues monumentales sont représentées aux quatre coins de sa base (les quatre évangélistes et les quatre vertus cardinales)[réf. nécessaire].

## Un monument symbolique

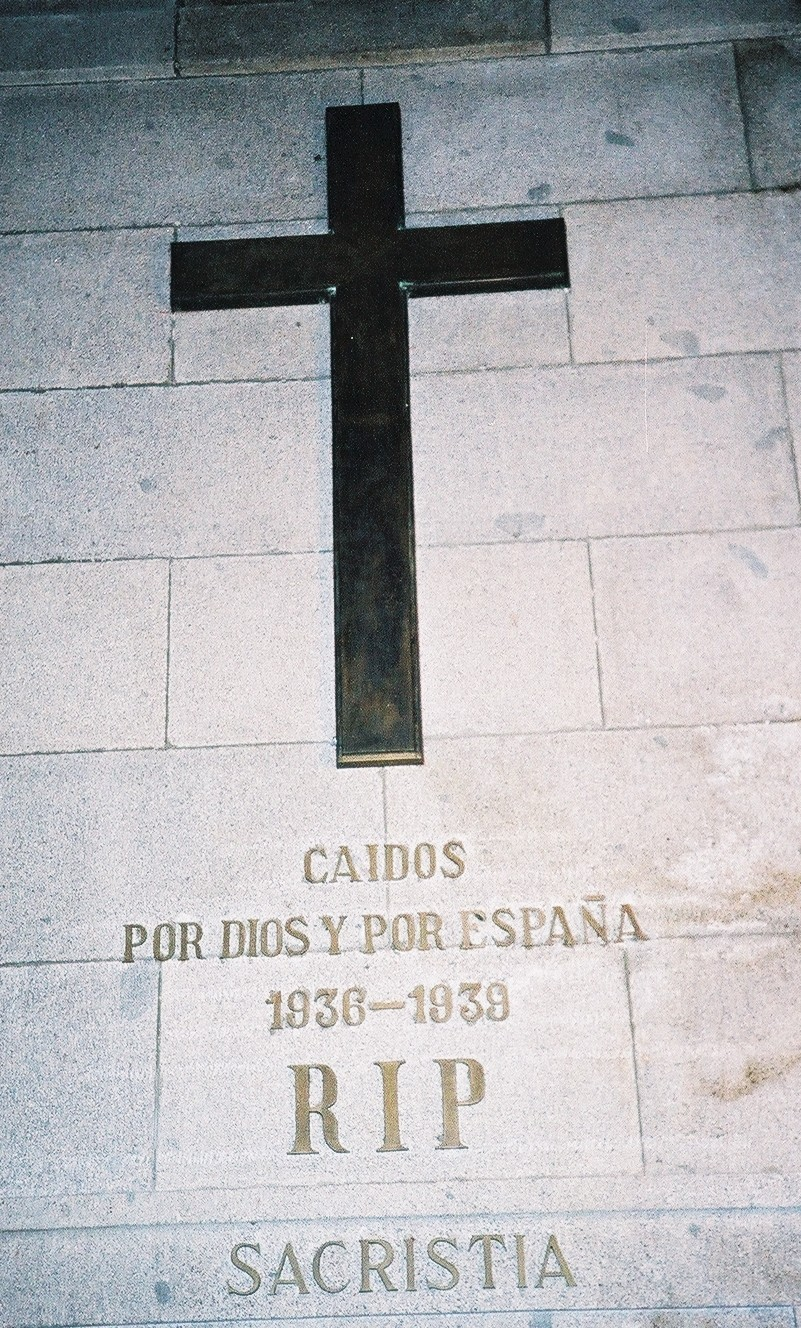
« Tombés pour Dieu et l'Espagne ».

Les sépultures de José Antonio Primo de Rivera (du 29 mars 1959 au 24 avril 2023) et de Franco (de novembre 1975 jusqu'au 24 octobre 2019, date de son exhumation) sont situées au pied de l'autel, du côté de la nef. Les ossuaires réunissent également les dépouilles de 33 872 combattants inhumés anonymement[réf. nécessaire]. Outre ses aspects figuratifs, l'ensemble architectural était doté d'une fonction idéologique : en rassemblant des morts des deux camps, Franco développait ainsi la rhétorique mystique et nationaliste caractéristique du franquisme tout en cherchant à imposer un symbole d'unité nationale[réf. nécessaire]. Mais comme Javier Martín Artajo se le demandait dans Ya daté du 18 juillet 1957, « sera-t-il possible que les efforts des uns et des autres permettent aux morts ou aux vivants d'un bord et de l'autre, voire du milieu, de retrouver l'apaisement que suppose un pareil monument ? ».
Tous les 20 novembre, une Sainte Messe au Caudillo y est célébrée dans le cadre des célébrations au général Franco. Y sont célébrées l'œuvre de Franco lorsqu'il dirigeait l'Espagne et les valeurs franquistes (l'ordre, le catholicisme, la tradition et la patrie).
Le chercheur Francisco Ferrándiz du CSIC décrit le monument comme « une tranchée franquiste protégée par l'extrême-droite ».

## Polémiques
Une première polémique eut lieu le 26 juillet 1983 quand le journal de centre-gauche El País publia les protestations de ceux qui entendaient s'opposer aux exhumations de Franco et Primo de Rivera. Joaquín Leguina qualifia un pareil projet « d'absurde et d'arbitraire », ajoutant « ils font partie de notre Histoire, laissons-les en paix ».[réf. nécessaire]
En 2005, le monument a été au centre d'une polémique quand les formations politiques de gauche alliées dans la coalition du premier ministre José Luis Rodriguez Zapatero ont demandé la fermeture sinon la réhabilitation du mémorial, faisant part de leur souhait que la tombe du dictateur et celle du dirigeant phalangiste José Antonio Primo de Rivera soient transférées vers des cimetières privés.[réf. nécessaire]
En visite officielle en Espagne en février 2006, le président russe Vladimir Poutine a effectué un parallèle inattendu entre le lieu abritant la dépouille du général Franco (lieu qu'il avait visité lors d'une visite privée dans les années 1990) et le mausolée qui expose celle de Lénine à Moscou, conservé « pour éviter de semer la division dans la société ». S'opposant à tout parallèle entre les deux régimes, il faisait remarquer que si la personnalité de Franco était controversée, il avait été enterré dans un Panthéon avec tous les honneurs, et que les Russes n'avaient pas moins souffert que les Espagnols pendant leur propre guerre civile.[réf. nécessaire]
Une recommandation du Conseil de l'Europe de mars 2006, condamnant « avec fermeté les multiples et graves violations des droits de l'homme commises en Espagne par le régime franquiste de 1939 à 1975 », demande que soit mise en place une exposition permanente et pédagogique sur le franquisme, rappelant les souffrances des prisonniers républicains sous le régime et, en particulier, « expliquant comment elle [la Basilique] a été construite par des prisonniers républicains ». La polémique existe en effet, puisque chacun d'eux obtenait un jour de réduction de peine pour deux jours travaillés.
En novembre 2006, le gouvernement a demandé et obtenu de la Fondation Francisco Franco que la cérémonie religieuse traditionnelle en l'honneur des morts de la guerre civile ne mentionne plus explicitement le Caudillo ni le fondateur de la phalange, Primo de Rivera, et que tous les insignes politiques et drapeaux de l'époque franquiste restent en dehors de la basilique. Cette démarche eut lieu dans le cadre du projet de loi mémorielle déposé par le gouvernement Zapatero visant à retirer les symboles du régime franquiste des frontons des établissements publics appartenant à l’État espagnol.
Le 11 mai 2017, le Congrès des députés adopte une résolution fondée sur la loi sur la mémoire historique demandant au gouvernement que les dépouilles de Francisco Franco et de José Antonio Primo de Rivera soient exhumées de la basilique et déplacées vers un endroit du site moins en vue. Le gouvernement n'avait toutefois pas l'obligation de faire suite à cette demande. En juillet 2018, le gouvernement socialiste de Pedro Sánchez annonce vouloir transférer la dépouille de Francisco Franco vers un autre endroit, conformément à sa décision antérieure de faire du mausolée un monument dédié à « la reconnaissance et à la mémoire de tous les Espagnols ». Le 24 août 2018, le gouvernement espagnol adopte un décret qui établit que la dépouille de Franco devra être exhumée avant la fin de 2018. Le 24 septembre 2019, la Cour Suprême espagnole autorise l'exhumation du corps de Franco, afin que celui-ci soit inhumé dans le cimetière du Pardo, ce qui a été fait le 24 octobre 2019.